# Pierre-Dominique Ponnelle
Pierre-Dominique Ponnelle (* 1957 in München) ist ein deutscher Dirigent und Komponist.

## Leben
Der Sohn des Opernregisseurs Jean-Pierre Ponnelle und der Schauspielerin und Regisseurin Margit Saad studierte am Richard-Strauss-Konservatorium München Komposition bei Rochus Gebhardt, Dirigieren bei Richard Böck und Peter Falk, später bei Otmar Suitner in Weimar und Herbert von Karajan in Berlin und Salzburg.
Ponnelle dirigierte u. a. an der Deutschen Oper am Rhein, an Opernhäusern in Kassel, Innsbruck, Marseille, Nizza, Zürich, Košice, Bratislava, Duschanbe, Bischkek, Taschkent, Almaty, Baku, Timișoara, Lemberg und Odessa. Darüber hinaus dirigierte er beim Festival der zwei Welten in Charleston und Spoleto, beim Internationalen Musikfestival in Bratislava, in Klassiksendungen des ZDF, sowie beim Mozart-Festival in Würzburg.
Ein besonderes Projekt, aus Anlass des 10. Jahrestages der slowenischen Unabhängigkeit, war 2005 die Uraufführung der Oper „Brata“ (Brüder) von Alojz Ajdič in der Staatsoper Ljubljana, die Ponnelle auf Wunsch des Komponisten leitete.
Er arbeitete von 1992 bis 1996 mit dem Staatsorchester von Weißrussland in Minsk, zunächst als principal guest conductor, dann als Chefdirigent. Bei dieser Zusammenarbeit entstanden CD-Aufnahmen, die bei Musicaphon und BMG erschienen sind. Der Bayerische Rundfunk produzierte den 90-Minuten-Dokumentarfilm „Gesang der Vögel“, in dem seine Arbeit in der Philharmonie eine zentrale Rolle spielt.
Ponnelle leitete u. a. die Radio-Sinfonieorchester in Baden-Baden, Frankfurt, Stuttgart, Leipzig, Bukarest und Luxemburg, die Sinfonischen Orchester in Essen, Wuppertal, Berlin, São Paulo, Wladiwostok, Genua und Valencia, die Philharmonia Hungarica, die George-Enescu-Philharmonie in Bukarest, das Orchestre National de Lyon, die Staatsorchester von Griechenland, Slowenien, Armenien, Georgien, Aserbaidschan, Kasachstan, Moldawien, Litauen, der Slowakei und der Ukraine, sowie die Philharmonischen Orchester von Straßburg, Monte-Carlo, St. Gallen, Basel, Dresden, München, Zagreb, Ostrava, Brünn, Wrocław, Krakau, Oradea, Cluj, Donezk, Jalta, Dnepropetrowsk, Charkow, Rostow am Don, Jaroslawl, Kasan, Wolgograd, Woronesch, Nischni-Nowgorod, Saratow, Nowosibirsk und St. Petersburg.
Als freier Dirigent gastierte er von der Ukraine über den Kaukasus, das Wolga-Gebiet, Sankt Petersburg, Zentralasien und Sibirien bis zum Pazifik. Im Westen dirigierte er u. a. das Bruckner-Orchester Linz, das Orchestre Philharmonique de Lyon, die Münchner Philharmoniker, die Bamberger Symphoniker, am Opernhaus Zürich sowie an der Deutschen Oper am Rhein.
Ponnelle komponierte die Musik zu sieben Dokumentarfilmen, „Italien – Land der Verheissung“ (Regie: Christian Rischert), die vom Bayerischen Fernsehen produziert wurden.
2010 erschien beim Leipziger Label GENUIN eine CD mit einigen seiner Kammermusikwerke. Seine Musik wurde u. a. bei den internationalen Festspielen für zeitgenössische Musik in Odessa (Ukraine) und Rostov-am-Don (Russland) aufgeführt, in Tashkent vom Ensemble für moderne Musik „Omnibus“, in München u. a. im Herkulessaal in der Konzertreihe von Georg Hörtnagel, von Musikern des Bayerischen Staatsorchesters im Künstlerhaus, von Mitgliedern des Münchener Kammerorchesters im Rahmen eines Porträtkonzertes im Orff-Zentrum-München, sowie in der Bayerischen Akademie der schönen Künste.

## Aufnahmen
- Dmitrij Schostakowitsch: 8. Sinfonie op. 65, Staatsphilharmonie Minsk, 1998, BMG-RCA classics 74321 56258 2, sowie Münchener Philharmoniker, BR/Unitel, 1998
- Gustav Mahler: 10. Symphonie (Adagio), Dmitrij Schostakowitsch: 5. Symphonie op. 47, Staatsphilharmonie Minsk, 1995 Musicaphon, M56953
- Pjotr Iljitsch Tschaikowski: Sinfonische Ballade Wojewoda op. 78, Manfred-Sinfonie op. 58, Staatsphilharmonie Minsk, 1995, Musicaphon, M56952; Fantasieouvertüren nach Shakespeare Der Sturm op. 18 Romeo und Juliao.op. Hamlet op. 67 Staatsphilharmonie Minsk, 1994, 1995, Musicaphon, M 56951
- César Franck: Sinfonie in d-moll, op. 48, Alojz Ajdic (geb. 1939): Nekje v srcu (Somewhere in one´s heart), aus: Sinfonie Nr. 2. Orkester Slovenske Filharmonije, 1993, Cankarjev dom, Ljubljana, SF 994012
- Richard Wagner: Szenen und Arien aus Das Liebesverbot, Der Fliegende Holländer, Tannhäuser, Die Walküre, Parsifal, Martin Egel (Bariton), Orchestre Philharmonique de Monte-Carlo, 1985, FSM 68213 EB (LP), FSM FCD 97214 EB (CD)
- Frank Martin: 6 Monologe aus Jedermann, J. S. Bach Solokantate Ich habe genug, BWV 82. Martin Egel (Bariton), Nürnberger Symphoniker, Münchner Bachsolisten, 1984, FSM 68213 EB (LP), FSM FCD 97213 EB (CD)

## Uraufführungen
- Uraufführung der Oper Brata von Alojz Ajdič 2005, komponiert zum Jubiläum der Unabhängigkeit Sloweniens.